# Travsportens Hedersutmärkelse
Travsportens Hedersutmärkelse har utdelats sedan 1939 och på senare år med stor restriktivitet.
Utmärkelsen utdelas av Svensk Travsports arbetsutskott till den aktive travsportsman, som, med hänsyn till vederbörandes insatser under sistförflutna året, anses därtill förtjänt. Hänsyn bör därvid i första hand tagas till omfattningen av den insats vederbörande under året gjort inom travsporten, dock att företräde må givas den som i avsevärd omfattning verkat både som aktiv travsportsman och framgångsrik uppfödare.
Om arbetsutskottet tycker att ingen gjort sig särskilt förtjänt av utmärkelsen under ett år, delas priset inte ut. Utmärkelsen kan tilldelas samma person endast en gång.

## Personer som fått utmärkelsen
| År   | Mottagare                      |
| ---- | ------------------------------ |
| 1939 | Reinhold Mattsson              |
| 1940 | Ann-Marie Björner-Ulfhjelm     |
| 1941 | Josef Jonsson                  |
| 1942 | Johan Jacobsson                |
| 1943 | Edvin Lundgren                 |
| 1944 | Carl A. Schoug                 |
| 1945 | Olof Wallenius                 |
| 1946 | Leonard C. Peterson-Brodda     |
| 1947 | Erik Alexandersson             |
| 1948 | S.A. Sjunnesson                |
| 1950 | Einar Engblad                  |
| 1951 | Martin Eklund                  |
| 1953 | Hjalmar Karlsson               |
| 1955 | Nils Bengtsson                 |
| 1957 | Hugo Åberg                     |
| 1972 | Sven Persson                   |
| 1975 | Gösta, Gunnar och Sören Nordin |
| 1976 | Eric Åkerblom                  |
| 1990 | Uno Swed                       |
| 2001 | Stig H. Johansson              |
| 2003 | Berndt Lindstedt               |
| 2008 | Stig Lindmark                  |